# Joseph Ernst Berghoff
Joseph Ernst Berghoff (* 3. Mai 1888 in Schmallenberg; † vor 1919) war ein deutscher Romanist.

## Leben
Joseph Ernst Berghoff war der Sohn des Lehrers Anton Berghoff und seiner Frau Johanna, geborene Hackhausen. Nach der Volksschule besuchte er das Realgymnasium in Witten. Anschließend studierte er an der Universität Bonn. Dort wurde er am 31. Juli 1914 mit der Dissertation Die philologischen Schriften Bonivards (1493–1570) bei Heinrich Schneegans in Romanistik promoviert.
Joseph Ernst Berghoff fiel im Ersten Weltkrieg. Das Buch François de Bonivard. Sein Leben und seine Schriften wurde zu seinem Gedenken posthum veröffentlicht.

## Veröffentlichungen
- Die philologischen Schriften Bonivards (1493–1570). Carl Winter Universitätsverlag, Heidelberg 1914 (Teildruck der Dissertation, nur S. 142–185).
- François de Bonivard. Sein Leben und seine Schriften. Carl Winter Universitätsverlag, Heidelberg 1923 (Digitalisat)[4].